# Monmouthshire
Monmouthshire (wal. Sir Fynwy) – hrabstwo w południowo-wschodniej Walii, położone przy granicy angielskiej, na północnym wybrzeżu estuarium rzeki Severn. Ośrodkiem administracyjnym jest Usk, historyczną stolicą było miasto Monmouth.
Graniczy od północy z hrabstwem Powys a od wschodu z hrabstwami miejskimi Blaenau Gwent i Torfaen oraz z miastem Newport.
W Monmouthshire znajduje się wiktoriańska rezydencja The Hendre.

## Miejscowości
Na terenie hrabstwa znajdują się następujące miejscowości (w nawiasach liczba ludności w 2011):

- Abergavenny (13 423)
- Chepstow (12 350)
- Caldicot (11 200)
- Monmouth (10 110)
- Undy (5914)
- Usk (2834)
- Gilwern (2263)
- Rogiet (1813)
- Govilon (1447)
- Penperlleni (1311)
- Llanfoist (1228)
- Caerwent (1201)
- Raglan (1183)
- St Arvans (765)
- Waunllapria (714)
- Clydach (692)
- Pwllmeyric (635)
- Llandogo (547)
- Llanellen (506)
- Llangybi (444)
- Catbrook (412)
- Mynydd-bach (390)
- The Narth (369)
- Pen-twyn (358)
- Sudbrook (322)
- Shirenewton (267)